# Zaloka
Zaloka – wieś w Słowenii, w gminie Šentrupert. W 2018 roku liczyła 47 mieszkańców.